# 재생핵 힐베르트 공간
함수해석학에서, 재생핵 힐베르트 공간(再生核Hilbert空間, 영어: reproducing kernel Hilbert space)은 값매김 연산자가 유계 작용소인, 함수로 구성된 힐베르트 공간이다. 함수의 동치류로 구성된 르베그 공간 따위와 달리, 재생핵 힐베르트 공간은 함수로 구성되어야 한다. (르베그 공간의 경우, 주어진 점에서 함수 동치류의 원소들이 임의의 값을 가질 수 있어 값매김 연산자를 정의할 수 없다.)

## 정의
{\displaystyle \mathbb {K} \in \{\mathbb {R} ,\mathbb {C} \}}가 주어졌다고 하자. 재생핵 {\displaystyle \mathbb {K} }-힐베르트 공간 {\displaystyle (H,X,\iota ,K)}는 다음과 같은 데이터로 구성된다.
- {\displaystyle \mathbb {K} }-힐베르트 공간 {\displaystyle (H,\langle -|-\rangle )}
- 집합 {\displaystyle X}
- 단사 실수 선형 변환 {\displaystyle \iota \colon H\hookrightarrow \mathbb {K} ^{X}}
- 사상 {\displaystyle K\colon X\to H}, {\displaystyle x\mapsto K_{x}}

이 데이터는 다음 조건을 만족시켜야 한다.
- 임의의 {\displaystyle x\in X} 및 {\displaystyle f\in H}에 대하여, {\displaystyle \operatorname {ev} _{x}(\iota (f))=\langle K_{x}|f\rangle }

여기서
{\displaystyle \operatorname {ev} _{x}\colon \mathbb {K} ^{X}\to \mathbb {K} }
{\displaystyle \operatorname {ev} _{x}\colon f\mapsto f(x)}
는 함수 공간 위의 값매김 사상이다. 즉, 다음과 같은 가환 그림이 성립하여야 한다.
{\displaystyle {\begin{matrix}X\times H&{\overset {(\operatorname {id} ,\iota )}{\to }}&X\times \mathbb {K} ^{X}\\{\scriptstyle (K,\operatorname {id} )}\downarrow {\color {White}\scriptstyle (K,\operatorname {id} )}&&{\color {White}\scriptstyle {\operatorname {ev} }}\downarrow {\scriptstyle {\operatorname {ev} }}\\H\times H&{\underset {\langle -|-\rangle }{\to }}&\mathbb {R} \end{matrix}}}
이 경우, {\displaystyle (H,K,\iota ,K)}의 재생핵은 다음과 같은 함수이다.
{\displaystyle K(-,-)\colon X\times X\to \mathbb {K} }
{\displaystyle K(x,y)=\langle K_{x}|K_{y}\rangle }

## 분류
{\displaystyle \mathbb {K} \in \{\mathbb {R} ,\mathbb {C} \}}라고 하자. 함수
{\displaystyle K\colon X\times X\to \mathbb {K} }
가 주어졌다고 하자. 이 경우, 임의의 유한 부분 집합 {\displaystyle Y\subseteq X}, {\displaystyle |Y|<\aleph _{0}}에 대하여, 이를 표준적으로
{\displaystyle K\colon \mathbb {K} ^{Y}\times \mathbb {K} ^{Y}\to \mathbb {K} }
{\displaystyle K\colon \left(\sum _{x\in Y}a_{x}x,\sum _{y\in Y}b_{y}y\right)\mapsto \sum _{x,y\in Y}{\bar {a}}_{x}a_{y}K(x,y)}
로 선형으로 확장할 수 있다.
함수
{\displaystyle K\colon X\times X\to \mathbb {K} }
가 다음 조건들을 만족시킨다면, 이를 {\displaystyle X} 위의 양의 정부호 핵(영어: positive-definite kernel)이라고 한다.
- (대칭성) {\displaystyle K(x,y)={\overline {K(y,x)}}\qquad \forall x,y\in X}
- (양의 부정부호) 임의의 유한 부분 집합 {\displaystyle Y\subseteq X} 및 {\displaystyle {\vec {x}},{\vec {y}}\in \mathbb {K} ^{Y}}에 대하여, {\displaystyle K({\vec {x}},{\vec {y}})\geq 0}
- (비퇴화성) 임의의 유한 부분 집합 {\displaystyle Y\subseteq X} 및 {\displaystyle {\vec {x}}\in \mathbb {K} ^{Y}}에 대하여, {\displaystyle K({\vec {x}},{\vec {x}})=0}일 필요 조건은 {\displaystyle {\vec {x}}={\vec {0}}}인 것이다.

{\displaystyle X} 위의 양의 정부호 핵 {\displaystyle K}가 주어졌다고 하자. 그렇다면, 다음과 같은 꼴의 함수들을 생각하자.
{\displaystyle f(y)=\sum _{x\in X}^{\infty }a_{x}K(x)}
{\displaystyle \sum _{x\in X}a_{x}^{2}K(x,x)<\infty }
{\displaystyle |\{x\in X\colon a_{x}\neq 0\}|\leq \aleph _{0}}
이러한 함수들의 공간을 {\displaystyle H}라고 하자. 그 위에 내적
{\displaystyle \left\langle \sum _{x}a_{x}K_{x}{\Bigg |}\sum _{y}b_{y}K_{y}\right\rangle =\sum _{x,y}a_{x}a_{y}K(x,y)}
을 정의하면, {\displaystyle H}는 힐베르트 공간을 이루며
{\displaystyle \forall x\in X\colon K_{x}\in H}
이다. 또한, 임의의
{\displaystyle f=\sum _{y}a_{y}K_{y}}
에 대하여,
{\displaystyle \left\langle K_{x}{\Bigg |}\sum _{y}a_{y}K_{y}\right\rangle =\sum _{y}a_{y}K(x,y)=f(x)}
이다. 즉, {\displaystyle (H,X,K)}는 재생핵 힐베르트 공간을 이룬다.
반대로, 모든 재생핵 힐베르트 공간은 위와 같은 꼴로 유일하게 표현될 수 있다.

## 예

### 유한 집합 위의 재생핵 힐베르트 공간
{\displaystyle X}가 유한 집합이라고 하자. 그렇다면,
{\displaystyle H=\mathbb {K} ^{X}}
{\displaystyle K(x,y)=\delta (x,y)} (크로네커 델타)
는 재생핵 힐베르트 공간을 이룬다.
보다 일반적으로, {\displaystyle H} 위의 재생핵 {\displaystyle \mathbb {K} }-힐베르트 공간은 모든 고윳값이 양의 실수인 {\displaystyle |X|\times |X|} 대칭 행렬({\displaystyle \mathbb {K} =\mathbb {R} }) 또는 에르미트 행렬({\displaystyle \mathbb {K} =\mathbb {C} })로 주어진다.

### 페일리-위너 공간
실수선 {\displaystyle X=\mathbb {R} } 위의 함수 공간
{\displaystyle H=\{f\in {\mathcal {C}}^{0}(\mathbb {R} ,\mathbb {K} )\colon \operatorname {supp} ({\mathcal {F}}f)\subseteq [-a,a]\}}
을 생각하자.:Example 4.2 즉, 이는 연속 함수 가운데, 푸리에 변환 아래 주파수들의 절댓값이 {\displaystyle a} 이하인 것들의 공간이다.
그 위의 힐베르트 내적은
{\displaystyle \langle f|g\rangle =\int _{-\infty }^{\infty }{\overline {f(x)}}g(x)\,\mathrm {d} x=\int _{-a}^{a}{\overline {{\mathcal {F}}f(\omega )}}{\mathcal {F}}g(\omega )\,\mathrm {d} \omega }
이다.
이 경우, 재생핵은 다음과 같이 주어진다.
{\displaystyle K(x,y)={\frac {\sin(a(y-x))}{\pi (y-x)}}}
{\displaystyle K_{x}\colon y\mapsto K(x,y)}
이 경우
{\displaystyle {\mathcal {F}}K_{x}(\omega )=\exp(-\mathrm {i} \omega x)[-a\leq \omega \leq a]}
이다 ({\displaystyle [\dotsb ]}는 아이버슨 괄호). 구체적으로, 임의의 {\displaystyle f\in H}에 대하여
{\displaystyle \langle K_{x}|f\rangle =\int _{-a}^{a}{\overline {{\mathcal {F}}K_{x}(y)}}f(y)\,\mathrm {d} y={\frac {1}{2\pi }}\int _{-a}^{a}{\mathcal {F}}f(\omega )\exp(\mathrm {i} \omega x)\,\mathrm {d} \omega =f(x)}
이다.
재생핵 {\displaystyle K_{x}}는 일종의 ‘주파수 한정’ 디랙 델타로 생각할 수 있다. 만약 {\displaystyle a\to \infty } 극한을 취할 경우, 분포로서 {\displaystyle K(x,y)\to \delta (y-x)}가 된다.

### 베르그만 공간
복소평면 속의 원
{\displaystyle \mathbb {D} =\{z\in \mathbb {C} \colon |z|<1\}}
위의 베르그만 공간(영어: Bergmann space) {\displaystyle H}는 L2 노름이 유한한 정칙 함수 {\displaystyle \mathbb {D} \to \mathbb {C} }들의 집합이며, 그 힐베르트 내적은 물론 L2 노름으로 유도된다. 이 경우, 재생핵
{\displaystyle K(w,z)={\frac {1}{(1-{\bar {w}}z)^{2}}}}
을 부여하면, {\displaystyle (\mathbb {D} ,H,K)}는 복소수 재생핵 힐베르트 공간을 이룬다.

### 콤팩트 공간 위의 함수
다음이 주어졌다고 하자.
- 콤팩트 공간 {\displaystyle X}
- {\displaystyle X} 위의 유한 보렐 측도 {\displaystyle \mu \colon \operatorname {Borel} (X)\to [0,\infty )}. 또한, 모든 열린집합의 측도가 양의 실수라고 하자.
- 연속 함수인 양의 정부호 핵 {\displaystyle K\colon X\times X\to \mathbb {R} }

그렇다면, {\displaystyle K}는 연산자
{\displaystyle T_{K}\colon \operatorname {L} ^{2}(X)\to \operatorname {L} ^{2}(X)}
{\displaystyle T_{K}\colon f\mapsto \left(x\mapsto \int _{X}K(x,y)f(y)\,\mathrm {d} \mu (y)\right)}
를 정의한다. 이 경우, 머서 정리(영어: Mercer’s theorem)에 의하여, {\displaystyle T_{K}}는 유계 작용소이며 콤팩트 작용소이며 자기 수반 작용소이며, 어떤 함수열
{\displaystyle ([f_{i}])_{i=0}^{\infty }\subseteq \operatorname {L} ^{2}(X)}
을 고유 벡터로 가지며, 그 고윳값
{\displaystyle T_{K}[f_{i}]=\sigma _{i}T_{K}}
들은 음이 아닌 실수 값의 감소 수열
{\displaystyle \infty >\sigma _{0}>\sigma _{1}>\dotsb >0}
을 이룬다. 또한, {\displaystyle ([f_{i}])_{i=0}^{\infty }}는 힐베르트 공간 {\displaystyle \operatorname {L} ^{2}(X)}의 정규 직교 기저를 이룬다. 또한, 함수 동치류 {\displaystyle [f_{i}]}의 대표원 {\displaystyle f_{i}\colon X\to \mathbb {K} }를 (유일하게) 연속 함수로 잡을 수 있다.
즉,
{\displaystyle K(x,y)=\sum _{i=0}^{\infty }\sigma _{i}f_{i}(x)f_{i}(y)}
의 꼴이다. 이 경우,
{\displaystyle H=\left\{f\in \operatorname {L} ^{2}(X;\mathbb {K} )\cap {\mathcal {C}}^{0}(X,\mathbb {K} )\colon \sum _{i=0}^{\infty }\sigma _{i}^{-1}|\langle f|\phi \rangle _{\operatorname {L} ^{2}}|^{2}<\infty \right\}}
{\displaystyle \langle f|g\rangle _{H}=\sum _{i=0}^{\infty }\sigma _{i}^{-1}\langle f|\phi _{i}\rangle _{\operatorname {L} ^{2}}\langle \phi _{i}|g\rangle _{\operatorname {L} ^{2}}}
로 놓으면, {\displaystyle (H,X,K)}는 {\displaystyle X} 위의 재생핵 힐베르트 공간을 이룬다.

## 참고 문헌
1. 1 2  Manton, Jonathan H.; Amblard, Pierre-Olivier (2004). “A primer on reproducing kernel Hilbert spaces” (영어). arXiv:1408.0952.
2. ↑  Berlinet, Alain; Thomas, Christine (2004). 《Reproducing kernel Hilbert spaces in probability and statistics》 (영어). Kluwer Academic Publishers.